# José Antonio Sulca Effio
José Antonio Sulca Effio (Ayacucho, 17 de enero de 1938 - Lima, 1 de septiembre de 2023) fue un profesor de Lengua y Literatura en español y quechua, catedrático, periodista, actor, director de teatro, escritor y poeta peruano.

## Trayectoria
José Antonio Sulca Effio nació en Huamanga en 1938. Trabajó como guardia en la Guardia Nacional del Perú. Luego estudió maestría de primaria y de secundaria en Lengua y Literatura, trabajó en teatros y fue folklorista. Desde los años 1980 hasta su jubilación fue profesor en la cátedra de Quechua de la Universidad Nacional San Cristóbal de Huamanga (UNSCH).
José Antonio Sulca Effio ha publicado varios poemarios bilingües, escritos en un quechua cotidiano y con traducciones castellanas. Según Gonzalo Espino Relucé, Sulca así como Ch'aska Anka Ninawaman, por ser quechuahablante nativo, ha cortado “con el quechua domesticado y colonial, para pasar un quechua que pertenece a los runas”. Ejemplos de su poesía erótica hay en sus poemarios Watuchi, Hayku, Harawichantin publicado en 2016 y Machimina publicado en 2007.
José Antonio Sulca Effio ha obtenido varios premios literarios. En 2012 ganó el Premio Nacional de Literatura en Poesía Quechua con Chirapa Wiqi.
Falleció en la madrugada del 1 de septiembre de 2023 en Lima.

## Obras
- 1991: Cantipoemas ayacuchanos. Lluvia Editores, Lima. 55 páginas.
- 1999: Apuntes: crónicas sobre música ayacuchana. Biblioteca Nacional del Perú, Lima, 121 páginas, ISBN 9972601641, 9789972601644
- 2000: Chaqrucha. Ediciones Capazul, Lima. 49 páginas.
- 2000: Entre molles y campanarios. Ediciones Altazor, Lima. 52 páginas.
- 2007: Machimina (Fina poesía erótica quechua). Ediciones Altazor, Lima
- 2009: Kukuli (Poemas en quechua denominados harawis). Ediciones Altazor, Lima. 76 Seiten.
- 2010: Manual quechua. Editora Argentina SRL. 141 páginas.
- 2012: Chirapa Wiqi (Arco Iris de Lágrima). Universidad Nacional Federico Villarreal, Lima. 76 páginas. Premio Nacional de Literatura, Poesía quechua
- 2016: Watuchi, hayku, harawichantin. Ed. Amarti, Lima.
- 2019: Wallpa suwa. Ed. Sulca. 380 páginas. ISBN 978-612-00-4316-5